# TECO
TECO är ett kraftfullt teckenbaserat redigeringsspråk. Ett av dess mest kända tillämpningar var som underliggande språk för de första versionerna av Emacs. I TECO har i stort sett varje upptänklig sträng av bokstäver tolkas som en kommandosträng, vilket gjorde redigeringen effektiv men mycket känslig för feltryck. I dag används TECO mycket litet, men finns i bland annat Microsoft- och Linuxvarianter.